# Rocky and Mugsy
Rocky & Mugsy són personatges de la sèrie animada Looney Tunes i Merrie Melodies de la de Warner Bros. Van ser creats per Friz Freleng.
Rocky & Mugsy són un parell de mafiosos, estil Al Capone, que vesteixen amb la típica vestimenta dels anys 20, amb barret d'ala ampla i americanes a ratlles. Aquests dos personatges es diferencien notòriament. Rocky és un personatge nan, que utilitza un barret gris tan gran que li cobreix els ulls. És el que elabora els plans i el que mana a Mugsy el que ha de fer. Mugsy, per contra, és un personatge enormement gran, però també molt ximple, fa tot el que Rocky li mana, i és tan maldestre que la majoria de les vegades tot li surt malament. En general el seu nèmesi és Bugs Bunny, principalment perquè Bugs vol frustrar els plans d'aquests dos murris. Encara que de vegades han posat en dificultats a l'Ànec Lucas i a Porky i fins en una ocasió a  Sylvester.